# Jadraque
Jadraque ist ein Ort und eine Gemeinde (municipio) mit 1.458 Einwohnern (Stand: 2024) im Norden der Provinz Guadalajara in der Autonomen Gemeinschaft Kastilien-La Mancha. Die katholische Kirchengemeinde gehört zum Bistum Sigüenza-Guadalajara. Die Burg von Jadraque liegt am Camino del Cid; die Gemeinde gehört zur bevölkerungsarmen Serranía Celtibérica.

## Lage und Klima
Der Ort Jadraque liegt ca. 50 m oberhalb und ca. 1 km von der Talsenke des Río Henares entfernt in einer Höhe von ca. 830 m im Norden der Kulturlandschaft der Alcarria. Die Entfernung zur südwestlich gelegenen Provinzhauptstadt Guadalajara beträgt ca. 48 km (Fahrtstrecke). Der sehenswerte Ort Atienza liegt ca. 38 km nördlich. Das Klima ist gemäßigt bis warm; Regen (ca. 440 mm/Jahr) fällt übers Jahr verteilt.

## Bevölkerungsentwicklung
| Jahr      | 1857  | 1900  | 1950  | 2000  | 2019  |
| Einwohner | 1.645 | 1.595 | 1.947 | 1.274 | 1.413 |

Trotz der Mechanisierung der Landwirtschaft sowie die Aufgabe bäuerlicher Kleinbetriebe und des daraus resultierenden Verlusts an Arbeitsplätzen ist die Einwohnerzahl der Gemeinde im Wesentlichen stabil geblieben. Zur Gemeinde gehört auch der etwa 5,5 km nördlich gelegene Weiler (pedanía) Castilblanco de Henares.

## Wirtschaft
Die Gemeinde lebte jahrhundertelang ausschließlich vom Getreideanbau (Gerste und Weizen), der hauptsächlich zur Selbstversorgung betrieben wurde; auch Viehhaltung (Schafe, Ziegen, Hühner) fand in geringem Maße statt. Der Ort Jadraque diente als merkantiles, handwerkliches und kulturelles Zentrum für die inzwischen zumeist verschwundenen Weiler und Einzelgehöfte in seiner Umgebung. Heute spielt die Landwirtschaft immer noch die wichtigste Rolle, doch sind auch Einnahmen aus dem Tourismus (Vermietung von Ferienwohnungen etc.) zu verzeichnen.

## Geschichte
Keltische, römische oder westgotische Spuren wurden bislang nicht entdeckt; im 8. und 9. Jahrhundert eroberten arabisch-maurische Heere das Land. Der Ortsname Xaradraq ist wahrscheinlich arabischen Ursprungs und bedeutet so viel wie „grünes Land“. Nach der im 10. Jahrhundert begonnenen und in der zweiten Hälfte des 11. Jahrhunderts unter Alfons VI. vollendeten Rückeroberung (reconquista) Neukastiliens, die in der Einnahme der etwa 180 km weiter südwestlich gelegenen Stadt Toledo im Jahr 1085 ihren Höhepunkt fand, wurde das Gebiet mit Christen aus dem Norden neu- oder wiederbesiedelt (repoblación). Im Jahr 1469 erwarb Don Pedro González de Mendoza, der Bischof von Sigüenza, das Gebiet und baute die Burg aus.

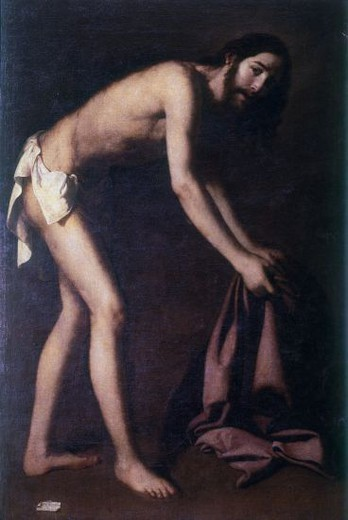
Francisco de Zurbarán – Christus hebt sein Gewand nach der Geißelung auf (1661)

## Sehenswürdigkeiten
- Der Ort wird dominiert von der auch Castillo del Cid genannten Burg, die wohl bereits als kleine Festung in der Zeit des Kalifats entstand, in ihrem heutigen Zustand jedoch auf das ausgehende 15. Jahrhundert zurückgeht, als der Bischof und spätere Kardinal von Sigüenza, Pedro González de Mendoza († 1495), der gleichzeitig Großkanzler der Katholischen Könige war, Grundherr (señor) der Region wurde.[5][6]
- Die Iglesia de San Juan Bautista ist Johannes dem Täufer geweiht und wurde anstelle eines romanischen Vorgängerbaus im 17. Jahrhundert erbaut. Hauptaltar und Orgel wurden im Spanischen Bürgerkrieg (1936–1939) zerstört, danach jedoch in Teilen wiederhergestellt und ergänzt. Das Innere birgt ein Gemälde von Francisco de Zurbarán aus dem Jahr 1661 mit der höchst ungewöhnlichen Darstellung des nach erfolgter Geißelung sein Gewand aufhebenden Christus.[7][8]
- Der Rathausplatz bietet ein hübsches Ensemble städtischer Bauten. Hier befindet sich auch die Casona de las Ursulinas, wo Francisco de Goya († 1828) und Gaspar Melchor de Jovellanos († 1811) während der französischen Besatzung Spaniens in den Jahren 1808/09 zeitweise Unterschlupf fanden.

Umgebung
- Knapp 13 km nördlich liegt der kleine Ort Pinilla de Jadraque mit seiner schönen romanischen Kirche.